# Rue des Volontaires
Pour les articles homonymes, voir Rue des Volontaires.
La rue des Volontaires est une voie située dans le quartier Necker du 15e arrondissement de Paris.

## Situation et accès
La rue des Volontaires est desservie par la ligne 12 à la station Volontaires.

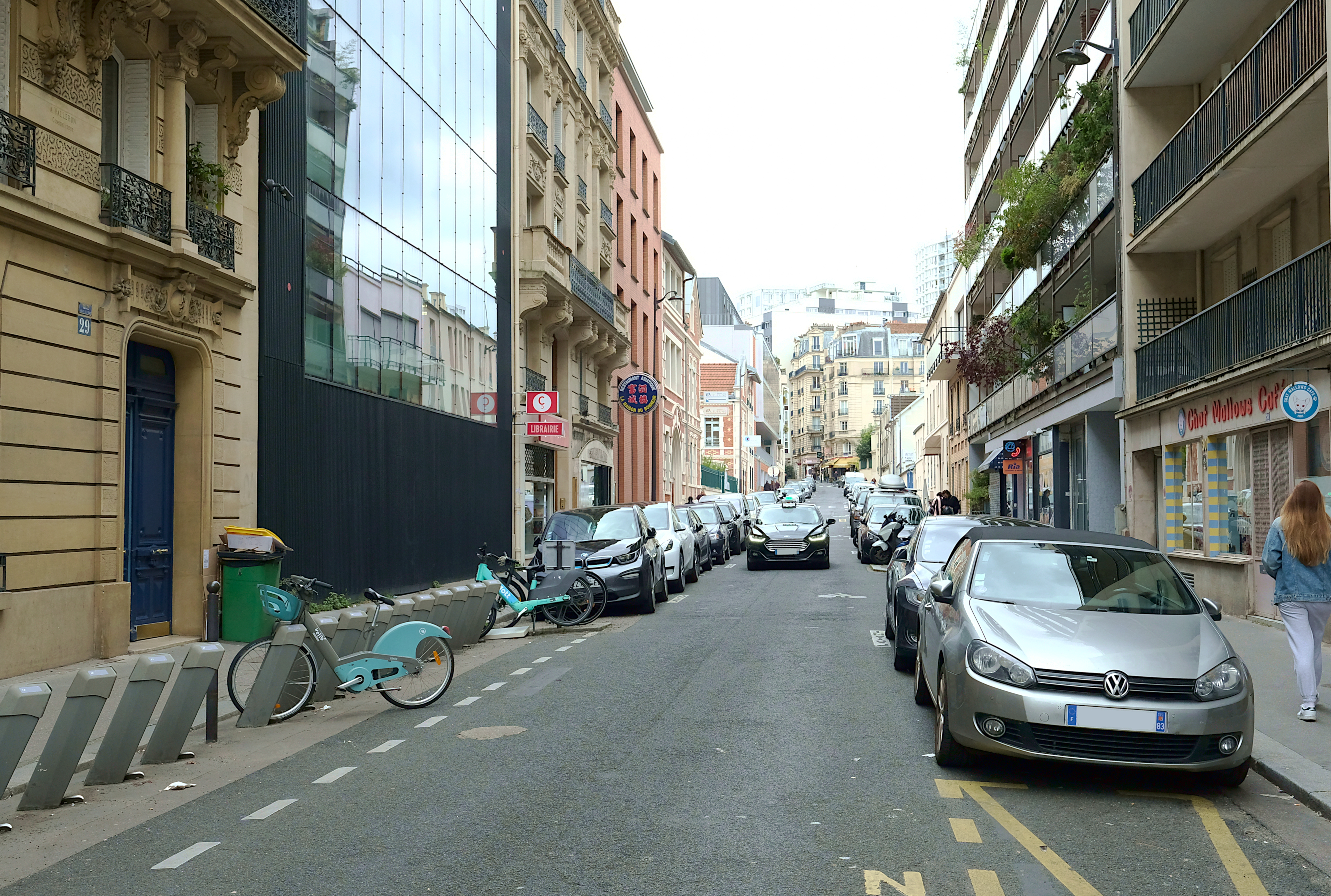
La rue des Volontaires, au niveau de la rue de Vaugirard, vers la rue du Docteur-Roux.
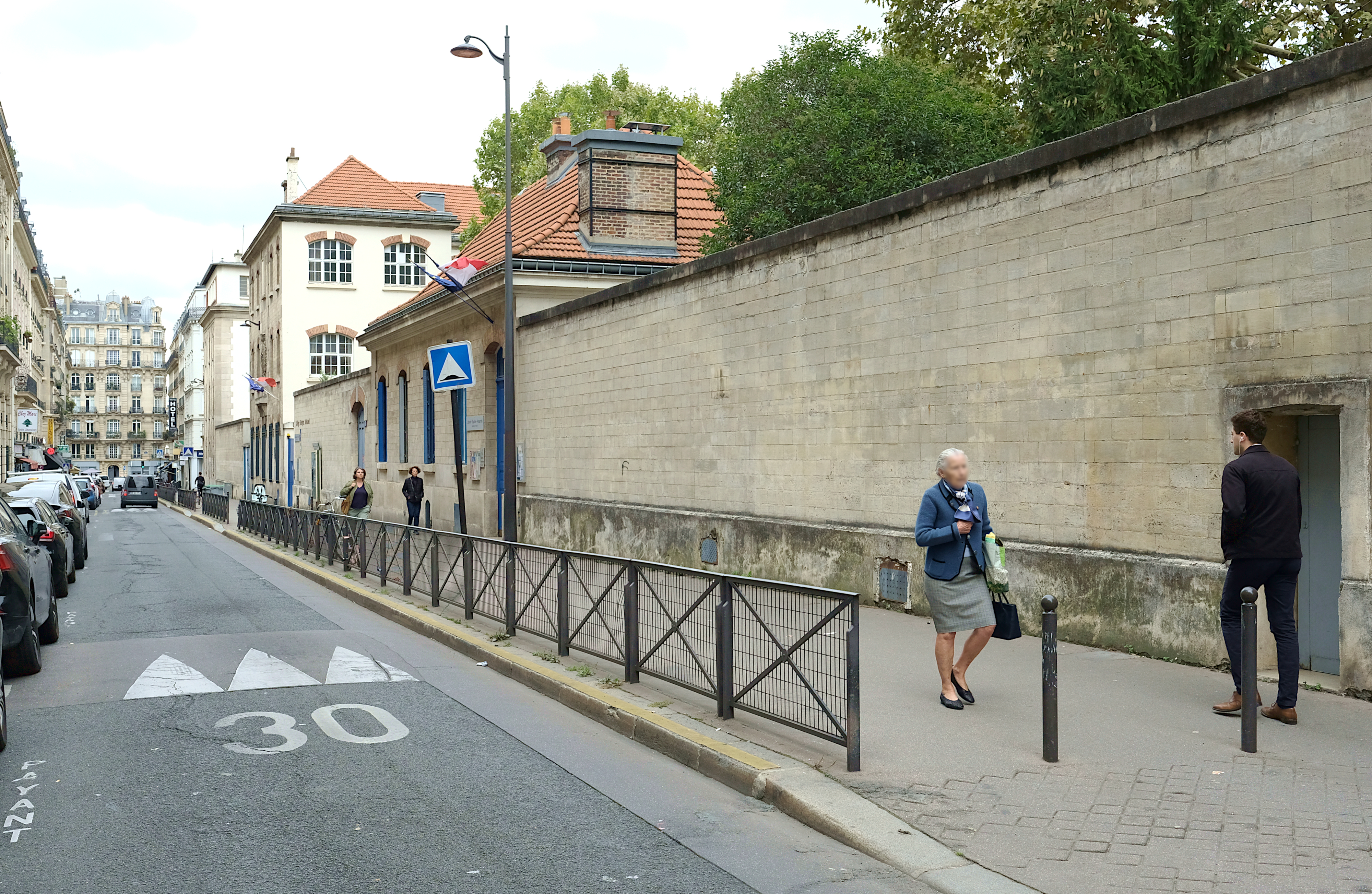
La rue des Volontaires, au niveau de la rue de Vaugirard, vers la rue Lecourbe.

## Origine du nom
La voie a d'abord été la « ruelle Volontaire ». Ce nom vient du fait que c'est une initiative de riverains « volontaires » qui fit déboucher cette impasse, partant du « chemin des Fourneaux », au sud, dans la rue de Vaugirard. Comme il y en a de nombreux exemples dans l'odonymie parisienne, le changement d'hommage s'est fait par calembour, en ajoutant un « s » au nom de la ruelle, pour honorer le souvenir des soldats révolutionnaires, les Volontaires de l'an II. Il a d'abord été ouvert une « rue des Volontaires » dans le prolongement de la ruelle, ainsi baptisée en 1884, puis ce nom a englobé la « ruelle Volontaire » en 1896. À l'occasion de cette unification de la voie, la partie haute de la ruelle, comprise entre les rues Dutot et Falguière, a pris le nom de « rue Vigée-Lebrun ».

## Historique
Cette voie, tracée sur le cadastre de l'ancienne commune de Vaugirard dressé en 1812, provient d'une impasse qui débouchait dans la rue de Vaugirard sous le nom de « ruelle Volontaire ».
Cette impasse est prolongée entre la rue de Vaugirard et la rue des Fourneaux. Au-delà, c'était un simple sentier qui conduisait jusqu'au chemin de la Gaité qui menait à plusieurs moulins,,.
Décision fut prise d'ouvrir une rue nouvelle depuis la rue Lecourbe dans l'axe de la ruelle existante, d'abord jusqu'à la rue Blomet en 1882, puis jusqu'à la rue de Vaugirard en 1883,, ce qui conduisit à la démolition de l'établissement célèbre depuis plus d'un siècle qu'était, parmi les lieux de réjouissance de Vaugirard, le bal Ragache,,.
La voie prit sa dénomination actuelle par arrêté du 30 août 1884 et décret du 3 novembre 1884.

## Bâtiments remarquables et lieux de mémoire

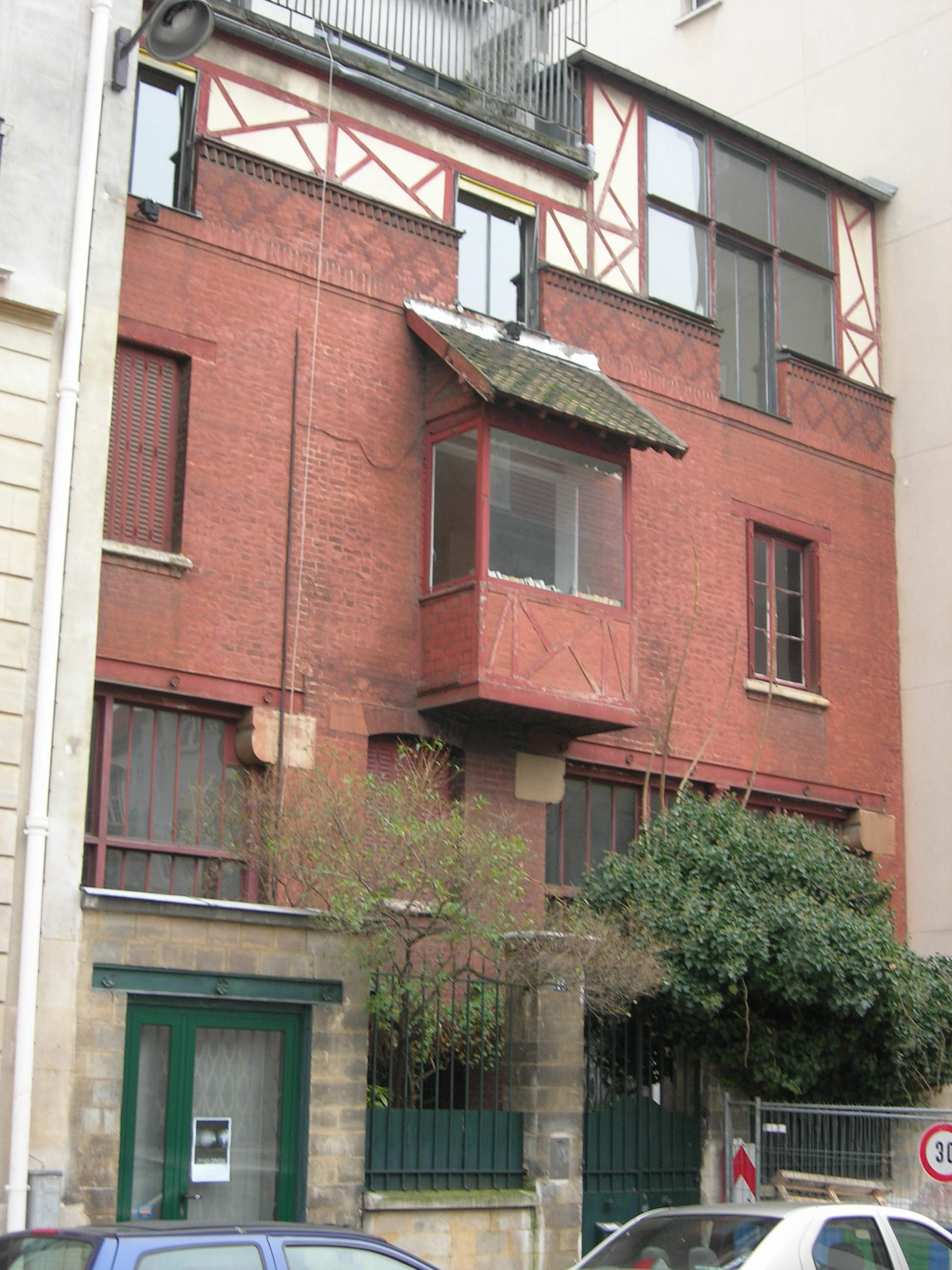
No 16.

- No 13 : collège Georges-Duhamel.
- No 16 : domicile du sculpteur nivernais Émile Boisseau, qui y est mort en 1923 ; atelier du sculpteur Carlo Sarrabezolles de 1926 à sa mort, en 1971[12].
- No 22 bis : siège de l'UDI, dans un ancien garage.
- No 23 : domicile à partir de 1939 du sculpteur Baltasar Lobo et de son épouse Mercedes Comaposada[12].
- No 37 : ancien Centre de santé Saint-Jacques, premier hôpital homéopathique de France, installé dans cette rue de 1884 à 2000[6].
- No 49 : domicile du peintre Charles Lebayle, où il est mort en 1898.
- No 54 : commencement de la rue Élisabeth-Vigée-Le-Brun, la première à Paris à porter le nom d'une femme peintre.